# 荣市大学
荣市大学是位于越南北中部乂安省荣市的一所区域性公立综合性大学。也是越南的重点大学之一。

## 概况

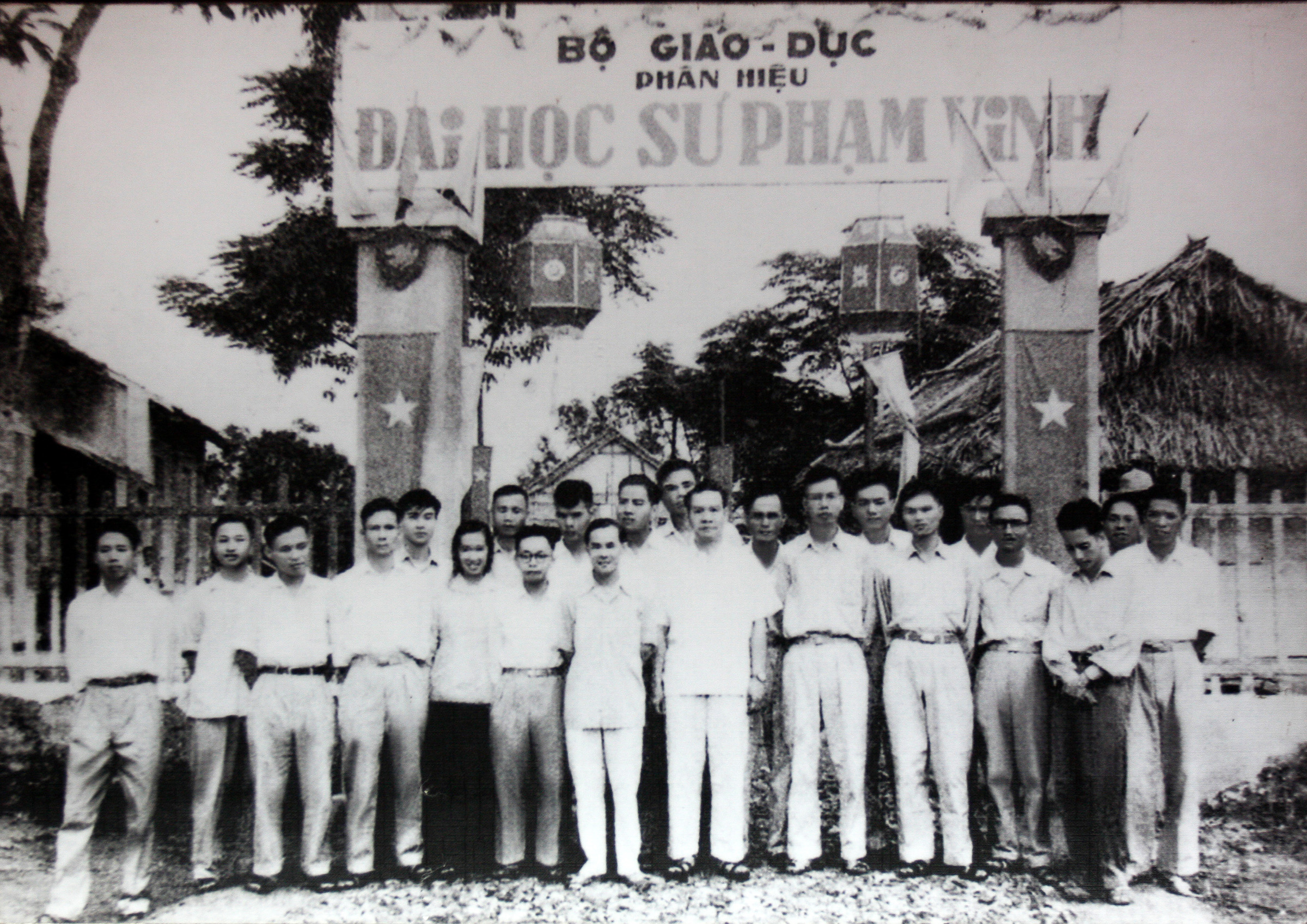
创校初期的荣市大学师生

1959年，越南民主共和国（北越）政府决定在榮市社建立荣市师范大学分校，1962年，易名为荣市师范大学，此后直到1975年南越覆亡前，荣市师范大学一直都是北越最南端的大学。1994年以后，该校成为地区性综合大学。
2001年4月25日，越南政府总理签署62/2001/QĐ-TTg号政令，同意荣市师范大学改名为荣市大学。该校也由此成为现代越南第一所由单科系（师范类）转变为综合性大学的高等院校。
现今，荣市大学为越南教育培训部“加強教師教育計劃”下，越南八個重點培訓教師的高等教育機構及教育部指定的10所實施國家外語工程的高等教育機構之一。拥有学生人數约40,000人。

## 学术研究
2021年，荣市大学开设了本科專業58個，另有碩士學位授權學科38個，博士學位授權學科17個。